# Croda da Lago
De Croda da Lago is een berggroep in de Dolomieten. De groep ligt ten zuiden van de bekende wintersportplaats Cortina d'Ampezzo en ten oosten van de Giaupas.
Het hoogste punt van de groep vormt de 2715 meter hoge Cima d'Ambrizzola. Belangrijke andere toppen zijn de zuidelijke Monte Formin (2653 m) en de Croda da Lago (2701 m). Aan de oostzijde van deze laatste top ligt op zo'n 2000 meter hoogte het bergmeer Lago Federa. In de nabijheid van dit meer ligt de belangrijkste berghut van de berggroep, het Rifugio Palmieri.